# Улица Арсюкова
Улица Арсюкова — улица на севере Москвы в районе Северный Северо-Восточного административного округа между Дмитровским шоссе и Северным проездом.

## Происхождение названия
Улица Арсюкова появилась в октябре 2016 года в результате объединения Проектируемых проездов № 249 и 237. Названа в честь жителя района, пожарного заместителя начальника УГПС СВАО Владимира Ильича Арсюкова (1954—2000), который героически погиб при тушении пожара на Останкинской телебашне 27 августа 2000 года и посмертно был награжден Орденом Мужества.

## Описание
Улица начинается от Дмитровского шоссе как продолжение Проектируемого проезда № 239, проходит на восток, затем дугой поворачивает на север, слева на неё выходит 2-я Северная линия, заканчивается на Северном проезде.

## Общественный транспорт
- Автобусы № 836, 843, т78.